# Гальперин, Эдуард Израилевич
Эдуа́рд Изра́илевич Гальпе́рин (род. 8 августа 1931, Москва) — советский и российский хирург-гепатолог, профессор, доктор медицинских наук, действительный член РАЕН.

## Биография
Родился в семье служащих. В период Великой Отечественной войны находился в эвакуации в Свердловской области.
В 1955 г. с отличием окончил 1-й Московский медицинский институт им. И. М. Сеченова. Работал в НИИ скорой помощи им. Н. В. Склифосовского (врач-ординатор бригады скорой помощи, младший, старший научный сотрудник, заведующий хирургическим отделением).
С 1970 г. — руководитель отдела трансплантации печени НИИ трансплантологии и искусственных органов. В 1974 г. впервые в мире осуществил гетеротопическую трансплантацию левой доли печени (совместно с академиком В. И. Шумаковым).
С 1980 г. — заведующий отделом хирургии печени 1-го Московского медицинского института им. И. М. Сеченова.
Профессор кафедры хирургии факультета послевузовского профессионального образования врачей, главный научный сотрудник отдела хирургии печени научно-исследовательского центра 1-го Московского медицинского университета.

## Научная деятельность
В 1958 г. защитил кандидатскую диссертацию на тему «Диагностика и лечение портальной гипертензии», в 1964 г. — докторскую диссертацию по актуальным вопросам хирургии желчных протоков.
Основные научные работы посвящены проблемам хирургии печени и поджелудочной железы, восстановительной и реконструктивной хирургии желчных путей, а также регенерации печени после токсического повреждения.
Участвовал в создании Ассоциации хирургов-гепатологов России и стран СНГ, журнала «Анналы хирургической гепатологии» (с 1995 г. — главный редактор). Состоит в редакционных коллегиях журналов «Хирургия», «НРB Surgery». Член Московского хирургического общества, Общества хирургов-гастроэнтерологов.
Автор более 400 научных работ, в том числе 8 монографий.

### Книги
- Гальперин Э. И. Актуальные вопросы патологии внепечёночных желчных протоков (Патогенез желчной гипертонии, диагностика, хирург. лечение) : Автореф. дис. ... д-ра мед. наук. — М., 1966. — 32 с.
- Гальперин Э. И. Опыт диагностики и лечения портальной гипертензии : Автореф. дис. ... канд. мед. наук. — М., 1959. — 16 с. — 200 экз.
- Гальперин Э. И., Волкова Н. В. Заболевания желчных путей после холецистэктомии. — М.: Медицина, 1988. — 271 с. — 20 000 экз. — ISBN 5-225-00162-9.
- Гальперин Э. И., Дедерер Ю. М. Нестандартные ситуации при операциях на печени и желчных путях. — М.: Медицина, 1987. — 335 с. — 20 000 экз.
- Гальперин Э. И., Дюжева Т. Г., Ахаладзе Г. Г. и др. Лекции по гепатопанкреатобилиарной хирургии / Под ред. Э. И. Гальперина и Т. Г. Дюжевой. — М.: Видар, 2011. — 528 с. — ISBN 978-5-88429-159-1.
- Гальперин Э. И., Кузовлев Н. Ф., Карагюлян С. Р. Рубцовые стриктуры желчных протоков. — М.: Медицина, 1982. — 240 с. — 20 000 экз.
- Гальперин Э. И., Островская И. М. Контрастное исследование в хирургии желчных путей. — М., 1964. — 170 с. — 10 000 экз.
- Гальперин Э. И., Семендяева М. И., Неклюдова Е. А. Недостаточность печени. — М.: Медицина, 1978. — 328 с. — 11 000 экз.
- Руководство по хирургии желчных путей / Под ред. Э. И. Гальперина, П. С. Ветшева. — М.: Видар, 2006. — 561 с. — 1000 экз. — ISBN 5-88429-092-6. || . — 2-е изд. — М.: Видар-М, 2009. — 563 с. — 1000 экз. — ISBN 5-88429-120-1.
- Петров Б. А., Гальперин Э. И. Хирургия внепеченочных желчных протоков. — М.: Медицина, 1971. — 200 с. — 10 000 экз.
- Шумаков В. И., Гальперин Э. И., Неклюдова Е. А. Трансплантация печени. — М.: Медицина, 1981. — 288 с. — 1405 экз.
- Нехирургические мысли. И вновь возвращаясь к себе. — М.: ОГИ, 2003.
- О себе вслух. 2018.

## Награды и признание
- Государственная премия СССР (1988) — за разработку новых методов хирургического лечения панкреатита и его осложнений
- Государственная премия Российской Федерации (1993) — за разработку и внедрение в клиническую практику эффективных методов диагностики и лечения новообразований печени
- Премия Правительства Российской Федерации в области науки и техники (2002) — за разработку стратегии диагностики и лечения опухолей внутри- и внепечёночных желчных протоков
- Премия имени Спасокукоцкого РАМН СССР — за монографию «Хирургия внепеченочных желчных протоков» (в соавторстве с Б. А. Петровым)
- почётный президент Ассоциации хирургов-гепатологов России и стран СНГ[3].